# Jon Krakauer
Jon Krakauer (ur. 12 kwietnia 1954 w Brookline) – amerykański alpinista, pisarz i dziennikarz. Jego książka Into Thin Air przyniosła mu międzynarodową sławę (została przetłumaczona na 24 języki) i nominację do nagrody Pulitzera w 1998.

## Kariera alpinistyczna
W 1975 razem z dwójką współtowarzyszy dokonał drugiego wejścia na wybitny szczyt Alaski The Moose's Tooth (ang. Ząb Łosia). W 1977 w wieku dwudziestu trzech lat zdobył samotnie turnię Devils Thumb (ang. Diabelski Kciuk) na Alasce, wyznaczając nową drogę, co opisuje w swojej książce Eiger Dreams (Eiger wyśniony).
W 1992 brał udział w ekspedycji w argentyńskie Andy, gdzie zdobył Cerro Torre zachodnią ścianą. Szczyt ten jest powszechnie uważany za jeden z najtrudniejszych do zdobycia na świecie.

## Kariera dziennikarska i pisarska
W książce Wszystko za życie Krakauer opisał historię Chrisa McCandlessa, który po studiach porzucił zwykłe życie, by wyruszyć w podróż po Ameryce i żyć bliżej natury. Książka została w 2007 roku zekranizowana przez Seana Penna.
W 1996 na zlecenie magazynu "Outside" Krakauer pojechał na komercyjną wyprawę na Mount Everest kierowaną przez nowozelandzkiego przewodnika Roba Halla. Wyprawa zakończyła się tragedią: z trzech komercyjnych wypraw zginęło w czasie ataku szczytowego osiem osób – w tym dwaj organizatorzy konkurencyjnych wypraw i doświadczeni przewodnicy: Rob Hall i Scott Fischer. Historia ta stała się podstawą filmu fabularnego w reż. Baltasara Kormákura Everest (2015). W postać Jona Krakauera wcielił się Michael Kelly. W swojej książce Into Thin Air (Wszystko za Everest) Krakauer opisuje tę wyprawę. Książka stała się źródłem kontrowersji m.in. ze względu na krytykę Krakauera pod adresem jednego z przewodników, Anatolija Bukriejewa. Po wydaniu relacji Krakauera Bukriejew napisał książkę The Climb: Tragic Ambitions on Everest (Wspinaczka: Mount Everest i zgubne ambicje), w której opisuje swoją wersję wydarzeń.
W 2015 roku Krakauer wydał książkę poświęconą problemowowi gwałtów w amerykańskich miasteczkach uniwersyteckich Missoula. Rape and Justice System in a College Town, przetłumaczoną w 2018 roku na język polski i wydaną pod tytułem Missoula. Gwałty w amerykańskim miasteczku uniwersyteckim.